# Fuernrohria setifolia
Fuernrohria setifolia är en växtart som är ensam art i släktet Fuernrohria i familjen flockblommiga växter.
Arten är en perenn ört som förekommer i norra och östra Turkiet, Kaukasus och nordvästra Iran. Den beskrevs av Karl Heinrich Koch 1842.